# Р-5

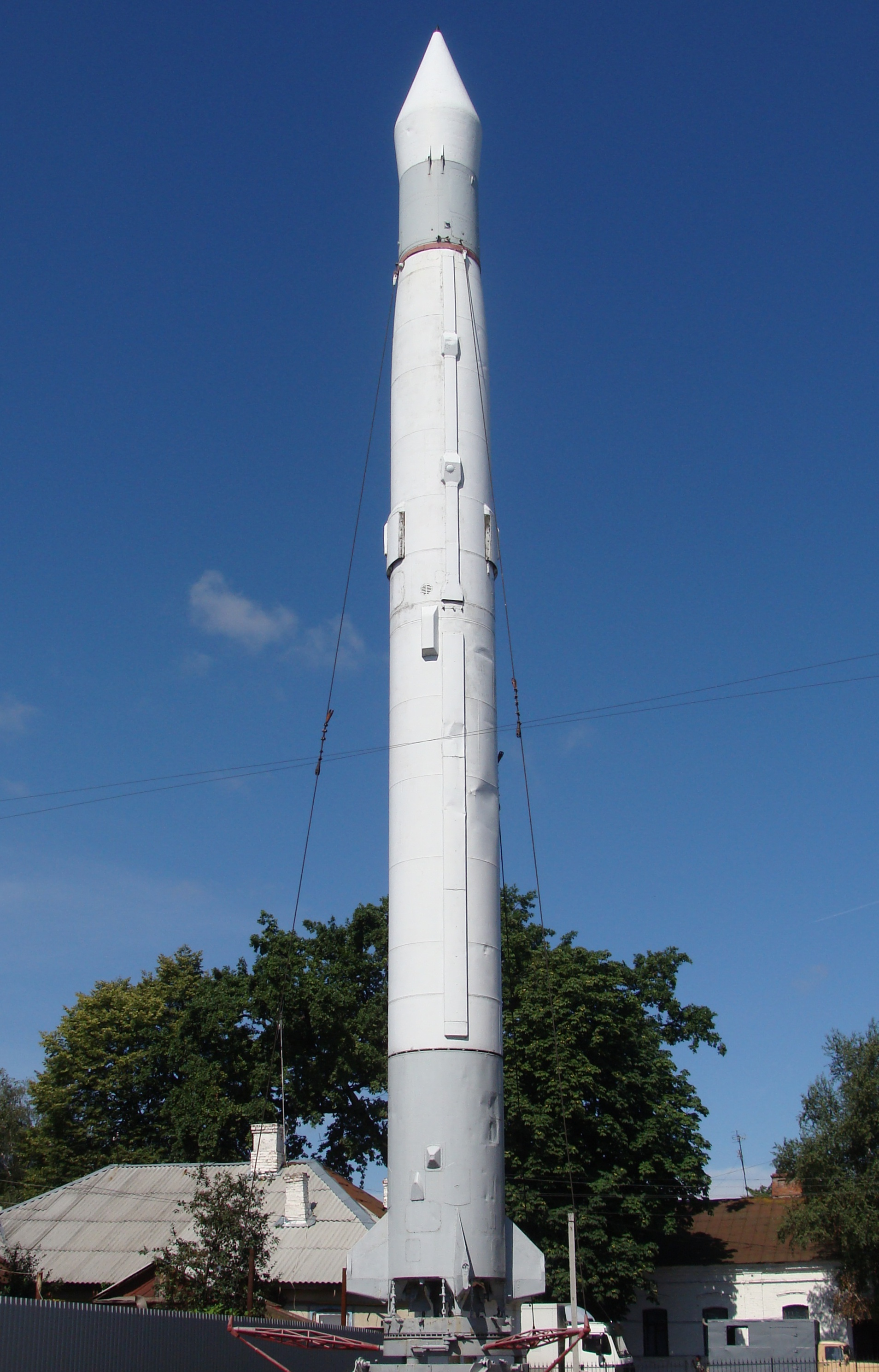
Геофізична ракета Р-5В, створена на основі Р-5, коло музею космонавтики у Житомирі.

Р-5 (Індекс ГРАУ — 8А62, Кодова назва НАТО — SS-3 «Shyster»)  — радянська балістична ракета середньої дальності, створена у ОКБ-1 під керівництвом головного конструктора Сергія Павловича Корольова. Остання з серії ракет (після Р-1 та Р-2), що були розвитком конструкції німецької A4 (Фау-2) Вернера фон Брауна.
Виробник — дніпропетровський завод № 586.
Перебувала на озброєнні з 1956-го по 1968-й р.р.
Характерними особливостями Р-5 було застосування (вперше у Радянському Союзі) обох несучих баків (пальне і окисник), а також відсутність стабілізаторів (щоправда, повітряні рулі були збережені). Тягу двигуна порівняно з вихідною моделлю (на Р-1) було збільшено у 1.7 раза.
На основі Р-5 було створено модифікацію Р-5М, що стала першою в СРСР ракетою, призначеною для перенесення ядерного боєзаряду. При створенні Р-5М головні зміни у конструкції були спрямовані на підвищення надійності. Зокрема, усі системи керування були дубльовані, а найважливіші — навіть потроєні. Перше (і останнє) натурне випробування ракети з атомною боєголовкою було здійснене 2 лютого 1956 року.
Р-5 стала також основою для створення геофізичних ракет Р-5А, Р-5Б та Р-5В, що використовувались для дослідження верхніх шарів атмосфери, а також вивчення можливості позаатмосферних польотів живих організмів (зокрема собак) та повернення їх на землю.
Недоліком Р-5 як зброї був порівняно тривалий час передстартової підготовки, пов'язаний із застосуванням кріогенного окисника. Оскільки рідкий кисень швидко випаровується, ракету не можна зберігати на бойовому чергуванні у заправленому стані, що істотно знижувало боєготовність. За цим показником Р-5 поступалася головному конкуренту — ракеті Р-12 розробки дніпропетровського КБ «Південне» під керівництвом М.Янгеля, що використовувала окисник з високою температурою кипіння (хоча і токсичний) — суміш динітроген тетраоксиду та нітратної кислоти.